# Mieczysław Dębicki (inżynier)

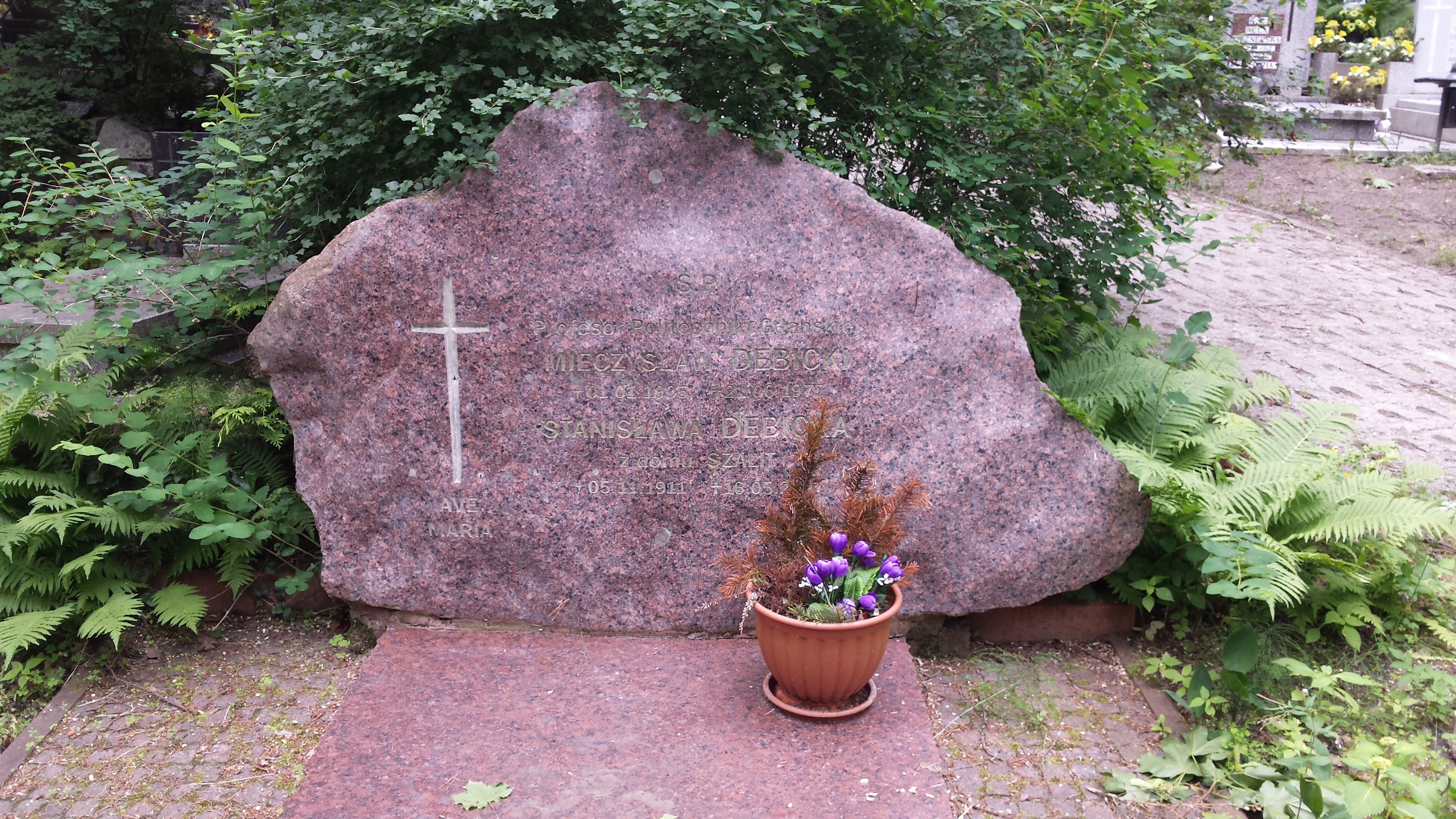
Grób profesora Mieczysława Dębickiego na Cmentarzu Srebrzysko w Gdańsku

Mieczysław Dębicki (ur. 1 stycznia 1905 w Warszawie, zm. 21 czerwca 1977 w Gdańsku) – polski inżynier i konstruktor samochodów.

## Życiorys
Mieczysław Dębicki urodził się 1 stycznia 1905 roku w Warszawie, w rodzinie poety i dziennikarza Zdzisława Dębickiego. Po odzyskaniu niepodległości rozpoczął naukę na Wydziale Mechanicznym Szkoły Morskiej w Tczewie, którą ukończył w 1924 roku. Po szkole zatrudnił się, w celu odbycia praktyki, jako pomocnik okrętowego mechanika i pływał na statkach cywilnych do Ameryki Północnej. Rok później został przyjęty na wydział mechaniczny Politechniki Warszawskiej, które jednak przerwał w 1928 roku, by powrócić na statki handlowe, tym razem we Francuskim Towarzystwie Okrętowym, które prowadziło statki do Afryki i Ameryki Południowej. W latach 1929–1932 kontynuował studia mechaniczne, tym razem na Politechnice Lwowskiej, i ukończył je z wyróżnieniem. Należał do Polskiej Korporacji Akademickiej Vigintia w Warszawie.
Po studiach Dębicki pracował jako zastępca kierownika warsztatów samochodowych, następnie przeniósł się do Biura Technicznego fabryki silników lotniczych Škoda. Od 1934 roku aż do wybuchu II wojny światowej pracował w Państwowych Zakładach Inżynierii. W 1936 roku rozpoczął wykłady w Państwowej Szkole Technicznej Lotniczo-Samochodowej.
W okresie wojny zajmował się handlem i produkcją na małą skalę, był także członkiem Armii Krajowej, gdzie odpowiadał za sprawy motoryzacyjne. Po upadku powstania warszawskiego zbiegł z konwoju do obozu.
Po wyzwoleniu pracował w państwowych zakładach, zajmował się ich organizacją. W tym samym czasie zatrudniono go na Politechnice Gdańskiej, gdzie organizował Katedrę Budowy Pojazdów Mechanicznych Wydziału Mechanicznego. W 1946 roku otrzymał zadanie opracowania konstrukcji samochodu ciężarowego. 1 lutego 1947 roku, w oparciu o przedwojenny PZInż 713, powstał Star 20.
W 1960 roku został mianowany profesorem. Zmarł 21 czerwca 1977 roku w Gdańsku. Został pochowany na Cmentarzu Srebrzysko w Gdańsku (rejon IX, kwatera profesorów, rząd 2, grób 33).